# Aheggmühle

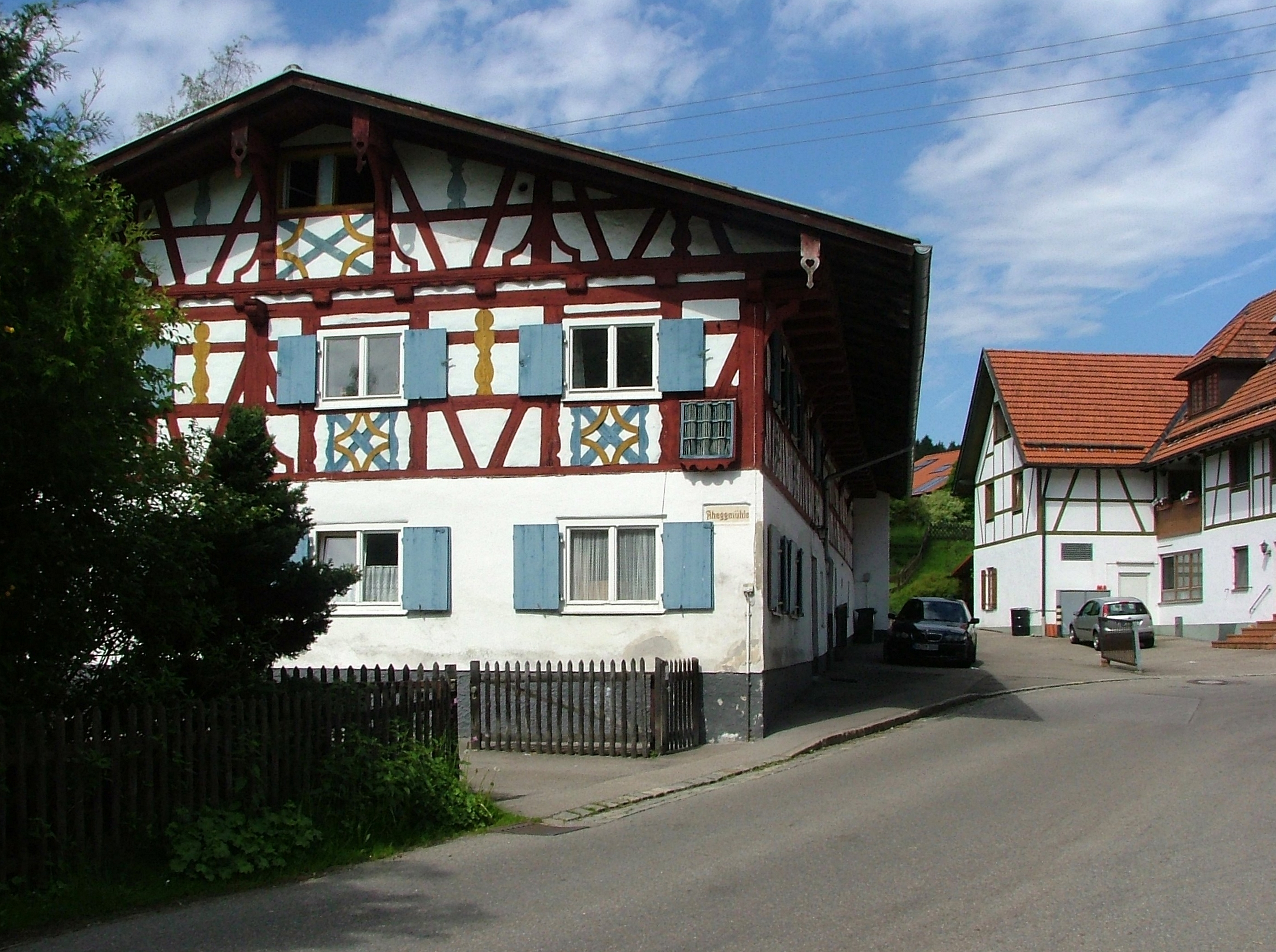
Die Aheggmühle in Ahegg (Markt Buchenberg)

Die denkmalgeschützte Aheggmühle in Ahegg, ein Ortsteil des Marktes Buchenberg im Landkreis Oberallgäu, ist ein mit einem flachen Satteldach gedecktes, zweigeschossiges Backstein- und Fachwerkhaus.
Das unter dem Giebel mit D 1722 S bezeichnete Mühlgebäude hat einen Seiteneingang. Das Untergeschoss ist aus Bachsteinen gemauert, das Obergeschoss ist eine Fachwerkkonstruktion aus Holz, bei der gekreuzte Rauten und an der Ostgiebelfront Balusterformen zu erkennen sind.
Das Gebäudeinnere hat an der Nordwand eine Galerie mit gesägter Balusterbrüstung, die Südmauer ist wegen des Mühlradlagers durchbrochen; dort befand sich der frühere Bachlauf.
Michael Petzet bezeichnete das Gebäude im Jahr 1959 als „die schönste Mühle des Landkreises“, gemeint ist hier der Alt-Landkreis Kempten.